# Мирза Риза-хан Арфа од-Довла
Мирза Риза-хан Арфа од-Довла (перс. میرزا رضا خان ارفع الدوله‎; 1846, Тебриз — 1937, Тегеран) — видный иранский государственный и политический деятель, литератор. Был персидским посланником в Российской и Османской империях, известен своим участием в Гаагской мирной конференции 1899 г. и перепиской с Львом Толстым.

## Биография
Мирза-Риза-хан Арфа-эд-Доуле, так же известный как Принц (князь) Арфа, родился в 1846 году, в Тебризе, где получил начальное образование. Затем он какое-то время жил в Константинополе, где выучил французский язык; направляясь из Константинополя на родину, он остановился в Тифлисе из-за болезни, и знание французского помогло ему устроиться в расположенное там иранское консульство на Кавказе. Так началась его дипломатическая карьера, которая была весьма успешной. Он служил переводчиком и советником посольства в Санкт-Петербурге, сопровождал шаха Насер ад-Дина во время его третьей поездки во Францию, потом был назначен генеральным консулом Персии в Тифлисе (где до нашего времени сохранился его дом), с 1895 по 1901 г. был персидским посланником в Санкт-Петербурге, а затем несколько лет служил на аналогичной должности в Константинополе. После этого некоторое время Мирза Риза-хан жил в качестве частного лица на собственной вилле в Монако, в 1912—1914 году занимал в Персии пост министра юстиции, а затем министра образования. В 1899 году он принял активное участие в Гаагской мирной конференции, а после образования Лиги Наций был там первым иранским делегатом. В 1904 и в 1933—1937 гг. он был 5 раз номинирован на Нобелевскую премию мира.
Мирза Риза-хан широко известен в Иране своей просветительской и литературной деятельностью. Он был поэтом и писал под псевдонимом «Даниш». Его поэзия была высоко оценена на родине, а в своё время получила определённую известность и в Европе. Во Франции он посещал литературные круги и дружил со многими французскими литераторами. Также Мирза Риза-хан реформировал алфавит персидского языка, адаптировав и дополнив для этого арабский алфавит. За это достижение он получил титул принца, став, таким образом, одним из немногих людей в Иране (если не единственным), носивших этот титул, не имея родства с правящей династией.
Будучи делегатом Гаагской мирной конференции, Мирза Риза-хан написал посвящённую ей поэму под названием «Мир», которую позднее послал Льву Толстому. Русский писатель ответил тёплым письмом, где изложил свои мысли о том, как прекратить войны на земле.
Мирза Риза-хан Арфа од-Довла умер в 1937 году в Тегеране.